# Viel-Arcy
Viel-Arcy é uma comuna francesa na região administrativa de Altos da França, no departamento de Aisne. Estende-se por uma área de 6,59 km². Em 2010 a comuna tinha 177 habitantes (densidade: 26,9 hab./km²).